# Eremothera chamaenerioides
Eremothera chamaenerioides är en dunörtsväxtart som först beskrevs av Asa Gray, och fick sitt nu gällande namn av Warren Lambert Wagner och Hoch. Eremothera chamaenerioides ingår i släktet Eremothera och familjen dunörtsväxter. Inga underarter finns listade i Catalogue of Life.

## Bildgalleri

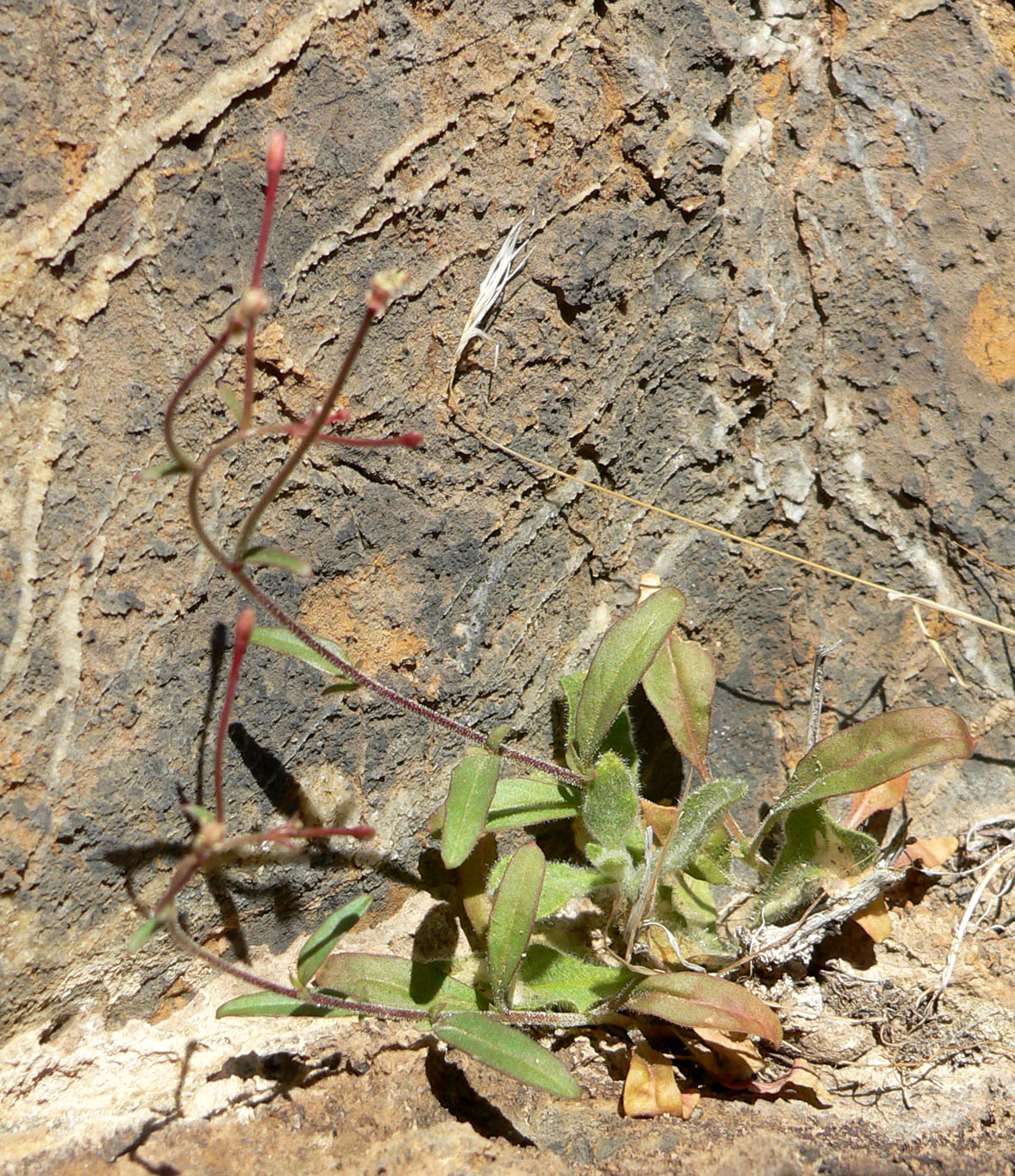
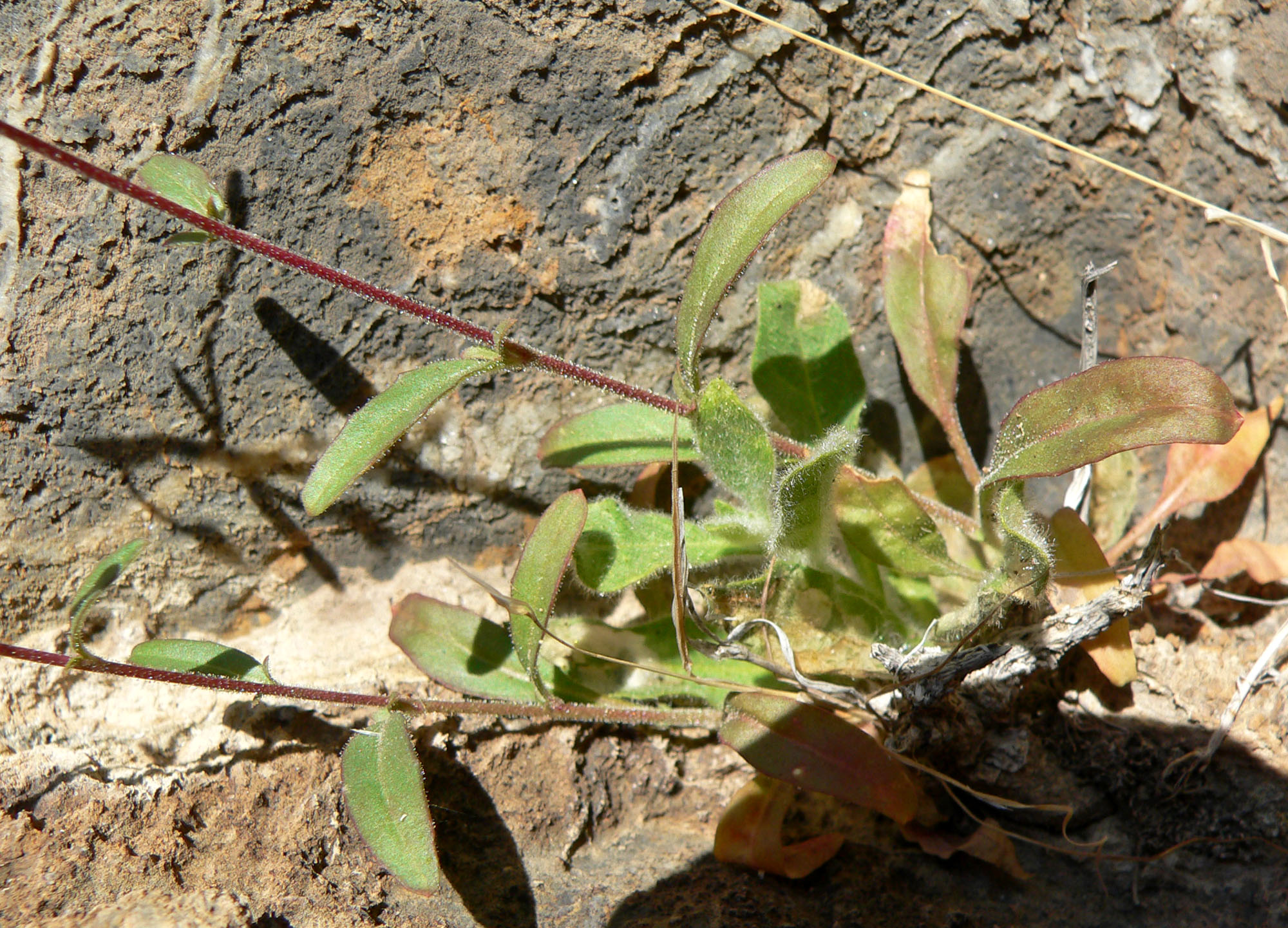